# Topsentia profunditatis
Topsentia profunditatis är en svampdjursart som först beskrevs av Schmidt 1870.  Topsentia profunditatis ingår i släktet Topsentia och familjen Halichondriidae.
Artens utbredningsområde är Florida. Inga underarter finns listade i Catalogue of Life.